# 1. rujna
1. rujna (1. 9.) 244. je dan godine po gregorijanskom kalendaru (245. u prijestupnoj godini).
Do kraja godine ima još 121 dan.

## Događaji
- 1804. – Njemački astronom Karl Ludwig Harding otkrio asteroid 3 Juno
- 1814. – Započeo Bečki kongres.
- 1914. – Sankt-Peterburg mijenja ime u Petrograd
- 1919. – Osnovano Sveučilište Srba, Hrvata i Slovenaca u Ljubljani, s Teološkim fakultetom kao prvom sastavnicom.
- 1939. – Njemačka napada Poljsku, te time počinje Drugi svjetski rat.
- 1952. – Objavljena knjiga Starac i more
- 1961. – U Beogradu počela prva sjednica Pokreta nesvrstanih.
- 1969. – Mladi pukovnik Gaddafi preuzima vlast u Libiji.
- 1981. – U Srednjoafričkoj Republici državnim udarom svrgnut predsjednik David Dacko.
- 1990. – Osnovan Institut Krista Kralja Velikog Svećenika
- 1991. – Bitka u Doljanima kod Daruvara. Odlučujuća hrvatska pobjeda u obrani Daruvara.
- 1991. – Uzbekistan proglasio nezavisnost od Sovjetskog Saveza
- 1996. – U Ludbregu je svečano proslavljena izgradnja Svetišta Predragocjene Krvi Kristove, čime je ispunjen zavjet Hrvatskog sabora iz 1739. godine.
- 2004. – Čečenski pobunjenici uzeli su između 1000 i 1500 taoca, većinom djece, u školi u gradu Beslanu u Sjevernoj Osetiji tražeći puštanje pobunjenika iz zatvora u susjednoj Ingušetiji i neovisnost Čečenije od Rusije. (vidi talačka kriza u Beslanu).

| - 1873. – Dinko Šimunović, hrvatski književnik († 1933.) - 1888. – Andrija Štampar, hrvatski liječnik, specijalist higijene i socijalne medicine († 1958.) - 1919. – Antun Masle, hrvatski slikar († 1967.) - 1923. – Drago Krča, hrvatski glumac († 1998.) - 1941. – Mijo Lončarić, hrvatski jezikoslovac († 2023.) - 1942. – Krsto A. Mažuranić, hrvatski književnik i prevoditelj († 2012.) - 1960. – Marko Mlinarić, hrvatski nogometaš - 1961. – Marina Logvinenko, sovjetska i ruska streljašica - 1969. – Mladen Vulić, hrvatski glumac - 1970. – Ivana Vrdoljak - Vanna, hrvatska pjevačica - 1971. – Ricardo Antonio Chavira, američki glumac - 1971. – Hakan Şükür, turski nogometaš - 1984. – Ivana Lovrić, hrvatska rukometašica - 1986. – Petar Cvirn, hrvatski glumac - 1993. – Mario Lemina, gabonski nogometaš - 1996. – Zendaya, američka glumica i pjevačica | - 1159. – Hadrijan VI., papa - 1557. – Jacques Cartier, francuski istraživač (* 1491.) - 1648. – Marin Mersenne, francuski matematičar i fizičar (* 1588.) - 1678. – Jan Brueghel mlađi, flamanski slikar (* 1601.) - 1715. – Luj XIV., francuski kralj (* 1638.) - 1723. – Dimitrie Cantemir, moldavski knez i rumunjski znanstvenik i političar (* 1673.) - 1927. – Ferdo Kovačević, hrvatski slikar (* 1870.) - 1955. – Dragutin Boranić, hrvatski jezikoslovac (* 1870.) - 1970. – François Mauriac, francuski književnik (* 1885.) - 1982. – Władysław Gomułka, poljski komunistički vođa (* 1905.) - 1988. – Luis Alvarez, američki fizičar i izumitelj (* 1911.) |

## Blagdani i spomendani
- Dan grada Slatine

## Vanjske poveznice
|  | Zajednički poslužitelj ima još gradiva o temi 1. rujna |